# Janusz Błaszkowski
Janusz Andrzej Błaszkowski (ur. 8 lutego 1954 w Żelistrzewie) – polski profesor nauk biologicznych w zakresie ekologii, fitopatologii, mykologii i ochrony roślin, nauczyciel akademicki

## Życiorys
Janusz Błaszkowski urodził się w rodzinie nauczyciela Jerzego i Pauliny. W latach 1975-1980 studiował na Wydziale Rolniczym Akademii Rolniczej w Szczecinie, otrzymując dyplom magistra inżyniera rolnictwa w 1980. Bezpośrednio po studiach podjął pracę w Zespole Szkół Rolniczych w Rzucewie. W 1981 został starszym asystentem Katedrze Fitopatologii Akademii Rolniczej w Szczecinie. Stopień naukowy doktora otrzymał w 1985 po obronie dysertacji Badania nad występowaniem i epidemiologią Septoria nodorum Berk. W latach 1985–2000 pracował jako adiunkt. W 1992 został doktorem habilitowanym nauk rolniczych na podstawie monografii Występowanie grzybów i mikoryz arbuskularnych (Glomales) oraz ich wpływ na wzrost roślin i reakcje na fungicydy. Tytuł profesora nauk biologicznych otrzymał w 2001 na wniosek Rady Wydziału  Biologii Uniwersytetu Jagiellońskiego w Krakowie. W latach 1999-2008 pełnił funkcję kierownika Katedra Fitopatologii, w latach 2008-2013 – kierownika Zakładu Ochrony Roślin Wydziału Kształtowania Środowiska i Rolnictwa Zachodniopomorskiego Uniwersytetu Technologicznego w Szczecinie.

## Praca naukowo-dydaktyczna
Janusz Błaszkowski prowadzi badania dotyczycące taksonomii i ekologii grzybów arbuskularnych mikoryzowych. Wśród przebadanych gatunków jest ok. 50 znalezionych po raz pierwszy w Polsce, a 22 opisano jako nowe.
Był kierownikiem 20 grantów finansowanych przez KBN, NCN oraz dwie instytucje zagraniczne. Był jednym z dwóch reprezentantów Polski w międzynarodowych programach COST Action 821 Arbuscular mycorrhizas in sustainable soil-plant systems (1993–1998) I COST Action 838 Managing  arbuscular  mycorrhizal fungi for improving soil quality and plant health in agriculture (1999–2004). Od 2013 jest  delegatem Polski w programie FA COST Action FA1206 Strigolactones: biological roles and applications.
Janusz Błaszkowski jest autorem lub współautorem 158 oryginalnych prac naukowych, w tym 58 wydanych w zagranicznych międzynarodowych  czasopismach  naukowych, anglojęzycznej monografii „Glomeromycota”, 5 skryptów dla studentów kierunków architektura krajobrazu, ochrona środowiska, ogrodnictwo i rolnictwo oraz 3 witryn internetowych. Prowadził warsztaty i wykłady dotyczące identyfikacji grzybów na uniwersytetach w Adanie, Dijon, Hawanie, Lizbonie (2-krotnie) i Recife oraz w rodzimej uczelni z naukowcami z Grecji, Iranu, Norwegii, Omanu, Szwajcarii i Węgier. 
Wypromował 6 doktorów i 18 magistrów inżynierów. Recenzował 5 wniosków o tytuł i stanowisko profesora, 6 rozpraw habilitacyjnych, 6 doktoratów i ok. 70 artykułów, w tym 40 dla czasopism naukowych m.in. z Niemiec, Wielkiej Brytanii i USA oraz 30 projektów naukowych przesłanych do oceny przez KBN i NCN. Był recenzentem rozdziału książki wydanej przez Gustav Fischer Verlag (Niemcy).

## Wybrane publikacje
- Arbuscular fungi and mycorrhizae (Glomales) of the Hel Peninsula, Poland. „Mycorrhiza ” 1994, 5, s.71–88[7]
- Glomeromycota. W. Szafer Institute of Botany, Polish Academy of Sciences, Kraków 2012. ISBN 9788389648822
- Experimental assessment of forest floor geophyte and hemicryptophyte impact on arbuscular mycorrhizal fungi communities. „Plant Soil” 2022, 480, s.651–673 (wsp. Szymon Zubek, Kaja Rola, Katarzyna Rożek, Małgorzata Stanek, Dominika Chmolowska, Karolina Chowaniec, Joanna Zalewska-Gałosz, Anna Stefanowicz)[8]
- Fungal root colonization and arbuscular mycorrhizal fungi diversity in soils of grasslands with different mowing intensities. „Appl. Soil Ecol”. 2022, 172, s.104358 (wsp. Szymon Zubek, Paweł Kapusta, Katarzyna Rożek, Igor Gielas, Marcin Nobis, Sebastian Świerszcz, Arkadiusz Nowak)[9]
- Global consortium for the classification of fungi and fungus-like taxa. „Mycosphere” 2023, 14, 1, s.1960-2012 (551 współautorów)[10]
- Vascular plant and cryptogam abundance as well as soil chemical properties shape microbial communities in the successional gradient of glacier foreland soils. „Sci. Total Env.” 2023, 860, 160550 (16 współautorów)[11]

## Udział w organizacji nauki
Janusz Błaszkowski był przedstawicielem Młodych Pracowników Nauki w Radzie Wydziału Rolniczego (1990–1993), członkiem Komisji ds. Współpracy z Zagranicą (1991–1993), Senatu (1993–1996), doraźnej Komisji Senackiej  ds. Przeglądu Struktury Organizacyjnej i Wytyczenia Perspektywy  Lokalizacji Jednostek Uczelni, Wydziałowej Komisji ds.  Badań Naukowych (1993–1996), przewodniczącym Senackiej Komisji ds. Informacji i Wydawnictw Naukowych (1993–1996), sekretarzem (1986–2004) i przewodniczącym (od 2011) Polskiego Towarzystwa Fitopatologicznego Oddziału w Szczecinie; członkiem Komitetu Ochrony Roślin PAN (od 2011), komitetu redakcyjnego dwóch zagranicznych międzynarodowych czasopism naukowych (od 2013).

## Odznaczenia i nagrody
- Medal Amicus Scientiae et Veritatis nadany przez Szczecińskie Towarzystwo Naukowe (1989)
- Złoty Krzyż Zasługi (2013)
- „Zachodniopomorski Nobel 2003” w dziedzinie nauki rolnicze za opisanie nowych gatunków arbuskularnych grzybów mikoryzowych (2004)
- nagroda II° rektora AR w Szczecinie (1997, 2000)
- nagroda II° rektora ZUT w Szczecinie (2013)